# كليفتون يونغ
كليفتون يونغ (بالإنجليزية: Clifton Young)‏ هو ممثل أمريكي، ولد في 15 سبتمبر 1917 في الولايات المتحدة، وتوفي في 10 سبتمبر 1951 بلوس أنجلوس في الولايات المتحدة.

## وصلات خارجية
- كليفتون يونغ على موقع IMDb (الإنجليزية)
- كليفتون يونغ على موقع قاعدة بيانات الفيلم (الإنجليزية)